# Вердоян, Ашот
Ашот Вердоян (19 января 1983) — киргизский футболист, нападающий, тренер.

## Биография
Воспитанник Республиканского училища олимпийского резерва (Бишкек). В 2000 году дебютировал на взрослом уровне в высшей лиге Кыргызстана в составе «Дордоя». В 2001—2002 годах выступал за клуб «РУОР-Гвардия», в 2001 году — в первой лиге, а в 2002 году — в высшей.
В 2003—2005 годах выступал за «СКА ПВО»/«СКА-Шоро» (Бишкек), в его составе трижды становился серебряным призёром чемпионата Кыргызстана. В 2003 году стал обладателем Кубка страны, в финальном матче против клуба «Жаштык-Ак-Алтын» принёс победу своей команде, забив единственный гол в матче.
В 2006 году играл за «Жаштык-Ак-Алтын», стал бронзовым призёром чемпионата и финалистом Кубка страны. О выступлениях в следующие несколько лет сведений нет[уточнить].
По состоянию на 2017—2018 годы был играющим тренером клуба первой лиги Кыргызстана «Алга-Чуй» (Токмак).